# Némethy Lajos (lelkész)
Ujfalusi Némethy Lajos (Debrecen, 1826. március 15. – Debrecen, 1902. március 5.) református lelkész, egyházkerületi és egyházmegyei tanácsbíró.

## Élete
Némethy József iparos és Borsos Erzsébet közrendű szülők gyermeke. Középiskolai tanulmányait 1836-tól 1842-ig, a bölcseleti jogi és hittani évfolyamokat 1842-től 1848-ig ugyanott végezte. Ekkor esküdt felügyelővé nevezték ki a főiskolához és mint ilyen négy évig tanított a főiskolában, 1848-49-ben az V., VI. elemi osztályokat, 1849-50-ben a III., 1850-51. az V. gimnáziumi osztályt; 1851-52-ben az első éves diákok novícius-praesense volt és ekkor a matézist, görög nyelvet és történelmet tanította. Az 1852-ben tartott őszi egyházkerületi közgyűlés az újonnan rendezett VIII osztályú főgimnázium rendes tanárává választotta és e hivatalát 1858. május 1-ig viselte. A szabadságharcban mint debreceni nemzetőr vett részt és Erdélyben harczolt, ahol megsebesült és fogságot is szenvedett. Mint vallástanár a lelkészségre jogosító vizsgálatot 1853-ban állotta ki és 1855-ben lelkésszé szentelték fel. 1857 őszén a berettyóújfalusi református egyház választotta meg rendes lelkészévé, az állását azonban csak 1858. május 1-jén foglalta el és folytatta 1872. április végéig, mely idő alatt egyházmegyei főjegyzővé, majd tanácsbíróvá is megválasztották. 1872 tavaszán a debreceni református egyház rendes lelkészévé választották meg és itteni lelkészkedésének 25. évét 1897. június 8-án töltötte be és ezen idő alatt az iskolaszék elnökségét is viselte; 1882-ben egyházkerületi tanácsbíróvá választották. 1896. júliusban ő felsége magyar nemességgel ajándékozta meg ujfalusi előnévvel. Halálát horgtüdőgyulladás okozta. Felesége Fésős Emília volt.

## Művei
- Közönséges, alkalmi és ünnepi egyházi beszédek, készítette néhai Fésős András… Közrebocsátja Németh Lajos. I. füzet. Közönséges egyházi beszédek. Debreczen, 1858. (Előszó s a szerző életrajza).
- Halotti egyházi beszéd, melyet tartott néhai Kasza József 40 éves leánytanító felett 1864. febr. 9. Debreczen, 1864.
- Halotti ima és egyházi beszéd, melyet néhai négyesi Nagy József debreczeni ref. lelkész felett 1871. szept. 6. elmondott. Debreczen, 1871.

A Czelder Márton által szerkesztett Egyházi Beszédek Tárában öt alkalmi beszéde van; iskolaszéki 25 évi elnöksége alatt minden ötödik évben egy-egy és így öt füzetet adott ki: Értesítő a debreczeni összes ev. ref. elemi iskolaügyekről; mint egyházmegyei főjegyző pedig néhány évben általa szerkesztett jegyzőkönyvet.